# Forces britanniques d'Aden
Les Forces britanniques d'Aden est le nom donné aux forces armées britanniques stationnées dans le protectorat d'Aden pendant une partie du 20e siècle. Leur objectif est de préserver la sécurité du protectorat contre les menaces internes et les agressions externes.

## Historique
Les forces britanniques d'Aden sont formées à l'origine sous le nom d'Aden Command en 1928. À sa création, l'Aden Command est un commandement de la Royal Air Force (RAF) responsable du contrôle de toutes les forces armées britanniques dans le protectorat d'Aden. Il est rebaptisé forces britanniques à Aden, ou simplement forces britanniques d'Aden, en 1936 et rebaptisé à nouveau en 1956 forces britanniques de la péninsule arabique.
Durant la Seconde Guerre mondiale, ses installations dont la base aérienne RAF Khormaksar (en) servent de point d'appui à la campagne d'Afrique de l'Est.
En 1959, le Middle East Command est divisé en deux commandements séparés par le canal de Suez. Les deux parties forment les forces britanniques de la péninsule arabique, qui sont basées à Aden, et les restes à Chypre qui, le 1er mars 1961, est renommé Near East Command (en).
Le même jour, les forces britanniques de la péninsule arabique sont à nouveau rebaptisées, cette fois sous le nom de Middle East Command (Aden). Les commandants principaux sont l'air marshal Charles Elworthy, C-in-C Middle East ; le contre-amiral Talbot, Flag Officer, Middle East (en) (FOME) ; le major général Jim Robertson (en), GOC des forces terrestres du Moyen-Orient ; l'air vice-marshal David Lee, air officer commanding (AOC) des forces aériennes du Moyen-Orient et GOC de l'East Africa Command. Le GOC et l'AOC travaillaient depuis le QG du commandement à Aden, tandis que le FOME se trouve initialement à Bahreïn avec son quartier général à HMS Juffair (en). Le FOME déménage à HMS Sheba (en) dans le chantier naval de Steamer Point après la crise du Koweït (en) en 1961 ; le contre-amiral Talbot déménage à priori le 1er mai 1962. Les forces navales comprennent trois frégates, l'Amphibiose Warfare Squadron, le porte-commandos HMS Bulwark et le 45 Commando (en) basé à terre à Aden. Ce dernier arrive le 23 avril 1960, débarquant du Dunera, et s'installant dans le camp BP, qui a été cédé par le 1er bataillon, Royal Warwickshire Regiment (en).

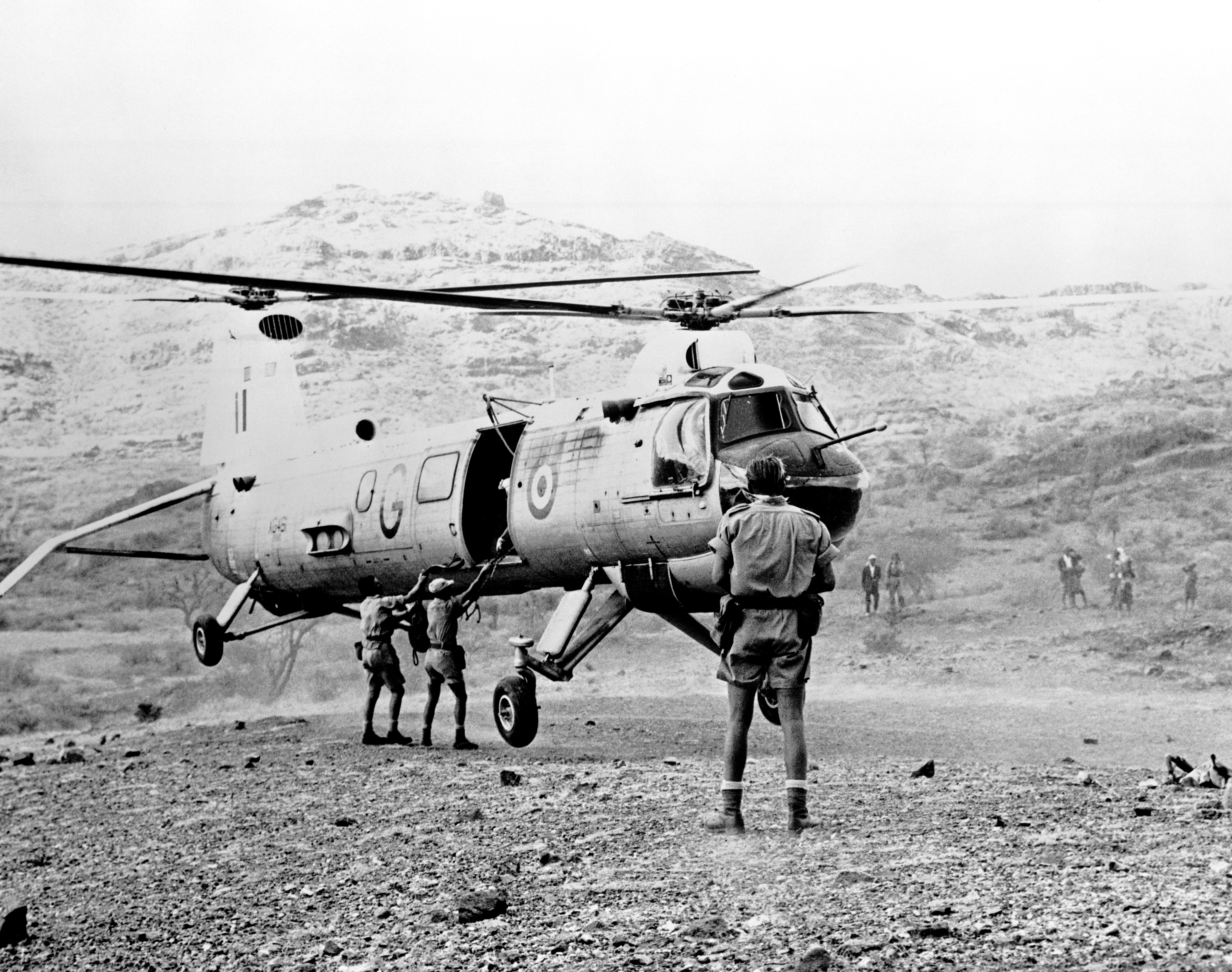
Hélicoptère Bristol Belvedere de la RAF pendant l'état d'urgence au Yémen.

Fin novembre 1967, à la suite du retrait britannique d'Aden à la fin de l'état d'urgence, les forces britanniques restantes dans la péninsule arabique, y compris les unités de Salalah et Masirah, sont réorganisées sous le nom de Headquarters British Forces Gulf, qui est basé à RAF Muharraq (en) à Bahreïn. Les British Forces Gulf sont placées sous le commandement du contre-amiral John E. L. Martin, précédemment dernier FOME, qui passe le relais à l'air vice-marshal S B Grant le 4 avril 1968. Le commandement est dissous le 15 décembre 1971.

## Organisation en 1939
La structure des unités basées à Aden en 1939 :

### Colonie d'Aden
- Quartier général
- Escadron Aden, Royal Corps of Signals
- Aden Protectorate Levies (en) - 4 bataillons[10]
- 2/5e bataillon, Maratha Light Infantry (en)
- 20e compagnie de forteresse, Royal Engineers
- 5e régiment lourd, Royal Artillery
- 9e batterie de campagne, Royal Artillery
- 15e batterie de défense aérienne, Hong Kong et Singapour Royal Artillery

## Commandants
Les commandants sont :

### Aden Command
- 8 mars 1928 Group captain William Mitchell (en)
- 5 septembre 1929 Group captain Cuthbert MacLean (en) (plus tard Air commodore)
- 7 août 1931 Group captain Owen Tudor Boyd (en)
- 20 janvier 1934 Group captain Charles Portal (Air commodore à partir de janvier 1935)
- 2 décembre 1935 Air vice-marshal Leslie Gossage

### Forces britanniques d'Aden
- 1er juillet 1936 Air commodore Wilfred McClaughry
- 28 septembre 1938 Air vice-marshal Ranald Reid (en)
- 10 septembre 1941 Air vice-marshal Frederick Hards (en)
- 12 janvier 1943 Air vice-marshal Frank McNamara (RAAF)
- 12 mars 1945 Air vice-marshal Harold Lydford (en)
- 8 mars 1948 Air vice-marshal Alick Stevens (en)
- 1er mars 1950 Air vice-marshal Francis Fressanges (en)
- 11 mars 1952 Air vice-marshal Douglas Macfadyen (en)
- 12 octobre 1953 Air vice-marshal Sidney Osborne Bufton (en)
- 17 septembre 1955 Air vice-marshal Laurence Sinclair (en)

### Forces britanniques de la péninsule arabique
- 30 septembre 1957 Air vice-marshal Maurice Heath (en)
- 19 septembre 1959 Air chief marshal Hubert Patch (en)
- 3 août 1960 Air marshal Charles Elworthy

## Commandants (Armées de l'Air)

### Forces aériennes du Moyen-Orient
- 1959 Air chief marshal David Lee (en)
- 1961 Air chief marshal Frederick Rosier (en)
- 1963 Air commodore Johnnie Johnson
- 15 décembre 1965 Air chief marshal Andrew Humphrey (en)